# Sphaeroderma tripunctata
Sphaeroderma tripunctata – gatunek chrząszcza z rodziny stonkowatych.
Gatunek ten opisany został w 2002 roku przez Lwa N. Miedwiediewa.
Chrząszcz o prawie okrągłym ciele długości 3,8 mm, podstawowej barwy żółtawobrązowej. Głowa z ostrymi guzkami czołowymi, wąską i wysoką listewką międzyczułkową oraz pozbawiona punktowania. Czułki sięgają połowy pokryw, a ich człony od piątego do ostatniego są umiarkowanie zgrubiałe i czarne z czerwonym szczytem ostatniego członu. Dwukrotnie szersze niż dłuższe przedplecze ma zaokrąglone boki i słabo odgraniczone ciemne znaczenia. Nieco krótsze niż szersze pokrywy mają po 1-2 regularne rządki punktów na bokach i po jednej poprzecznej plamie przed środkiem.
Owad znany tylko z filipińskiej wyspy Palawan.